# Сугияма, Хадзимэ
Хадзимэ (Гэн) Сугияма (яп. 杉山 元, 1 января 1880 — 12 сентября 1945) — маршал Императорской армии Японии, начальник генерального штаба и министр армии в годы Второй мировой войны.

## Ранняя жизнь
Сугияма происходил из бывшей самурайской семьи из Кокуры (на территории современного Китакюсю) префектуры Фукуока. В 1901 году, после выпуска из Рикугун сикан гакко, он был призван в армию в звании лейтенанта, участвовал в русско-японской войне.
В 1910 году Сугияма завершил обучение в Рикугун дайгакко и стал служить при генеральном штабе. В 1912 году стал военным атташе на Филиппинах и в Сингапуре, в 1913 году был произведён в майоры, в 1915 году стал военным атташе в Британской Индии. В этот период жизни ему довелось посетить Германию, и он был свидетелем применения авиации в Первой мировой войне.

## Жизнь после Первой мировой войны
По возвращении в Японию Сугияма был произведён в подполковники и стал в декабре 1918 года командующим 2-м воздушным батальоном. Он был активным сторонником военной авиации, и после производства в полковники в 1921 году стал в 1922 году первым главой ВВС Императорской армии Японии.
В мае 1925 года Сугияма был произведён в генерал-майоры, а с июня 1930 года стал исполняющим обязанности заместителя министра армии. В августе он официально стал заместителем министра армии и был произведён в генерал-лейтенанты. В феврале 1932 года он принял командование 12-й пехотной дивизией, а в марте 1933 года вновь стал командующим сильно выросшими к тому времени Императорскими ВВС. В ноябре 1936 года он был произведён в генералы.

## Участие во Второй мировой войне
Вскоре после инцидента 26 февраля Сугияма стал министром армии. Под его руководством обстановка в северном Китае обострилась, приведя к инциденту на Лугоуцяо и вторжению в провинцию Шаньси. Некоторое время Сугияма пробыл фронтовым генералом, командуя Северо-Китайским фронтом и Гарнизонной армией во Внутренней Монголии.
По возвращении в Японию в 1939 году Сугияма на короткое время стал главой храма Ясукуни. 3 сентября 1940 года он сменил престарелого принца Котохито из линии Канъин на посту начальника генерального штаба. Сугияма был одним из тех высших офицеров, кто выступал за войну с западными державами и экспансию в Юго-Восточную Азию.
В 1943 году Сугияма получил почётное звание маршала. 21 февраля 1944 года он был сменён на посту начальника генерального штаба премьер-министром и по совместительству министром армии Хидэки Тодзио, получив взамен назначение на пост главного инспектора боевой подготовки. Однако после отставки самого Тодзио со всех постов в июле 1944 года, Сугияма вновь стал министром армии. В этой должности Сугияма пробыл до 7 апреля 1945 года, и ушел в отставку, когда союзники высадились на Окинаву. В июле 1945 года ему было предложено принять на себя руководство Первым командованием, предназначенным для обороны Японских островов от вторжения Союзников.

## Смерть
Через десять дней после капитуляции Японии Сугияма, завершив приготовления к окончательной ликвидации Императорской армии Японии, как того требовали победившие союзники, совершил самоубийство, выстрелив себе за рабочим столом четыре раза в грудь из револьвера.